# Xã O'Brien, Quận Beltrami, Minnesota
Xã O'Brien (tiếng Anh: O'Brien Township) là một xã thuộc quận Beltrami, tiểu bang Minnesota, Hoa Kỳ. Năm 2010, dân số của xã này là 58 người.